# Virgil (Dél-Dakota)
Virgil város az Amerikai Egyesült Államok Dél-Dakota államában, Beadle megyében. Lakosainak száma 26 fő (2020. április 1.).

## Népesség
A település népességének változása:

| 2010 | 16 |
| 2020 | 26 |